# Borsonella civitella
Borsonella civitella är en snäckart som beskrevs av Dall 1919. Borsonella civitella ingår i släktet Borsonella och familjen kägelsnäckor. Inga underarter finns listade i Catalogue of Life.